# MINI
MINI is een Engelse autofabrikant, onderdeel van het Duitse BMW. Het merk produceert sinds april 2001 compacte auto's met uiteenlopend motorvermogen, van de MINI One (95 pk) tot de MINI Cooper S (175 pk) en de MINI John Cooper Works (231 pk).

## Geschiedenis
De eerste generatie werd getekend door Frank Stephenson. Hij haalde zijn inspiratie uit de classic Mini, die geproduceerd werd van 1959 tot 2000. De naam werd in hoofdletters geschreven om het verschil met de classic Mini duidelijk te maken.
De ontwikkeling van de eerste generatie gebeurde tussen 1995 en 2001 door Rover (in Groot-Brittannië) en BMW (in Duitsland). Rover wilde een economisch (zuinig) autootje bouwen, maar BMW wilde een kleine sportieve auto. In 2000 ontdeed BMW zich van Rover en besloot het project voort te zetten.
De eerste generatie (Mk I, van 2001 tot 2006) bestond uit vier modellen: de MINI One (instap-benzinemotor), One D (instapdiesel), Cooper (benzine) en Cooper S (sportief). In 2004 werd daar de cabrio-optie aan toegevoegd.
De tweede generatie (Mk II, vanaf 2006) bevatte ook een break-versie van de MINI, Clubman genaamd. Zo kwamen de modellen MINI Cooper Clubman, Cooper D Clubman en Cooper S Clubman erbij.
Sinds 2010 is er een nieuwe telg bij MINI, genaamd de MINI Countryman. Dit is een grotere vijfdeursversie van de MINI.
De motoren van de eerste generatie zijn ontworpen en geconstrueerd door Tritec, een joint venture tussen Chrysler en Rover, en werden gebouwd in Curitiba, Brazilië. Deze motoren werden ook gebruikt in Chrysler/Dodge producten zoals o.a. de Chrysler Neon, Chrysler Pt Cruiser en Dodge Caliber.
De motoren van de tweede generatie zijn ontworpen en geconstrueerd door BMW in samenwerking met PSA, de 1.6 in verschillende vermogens (95/122/175/211 pk) is ook in automobielen van BMW, Citroën en Peugeot te vinden (PSA: VTi en THP)
Sinds medio 2014 wordt de MINI - inmiddels de derde generatie - ook in Nederland geproduceerd door VDL Nedcar. In dat jaar rolden er ruim 29.000 uit deze fabriek. In november 2015 is bij VDL Nedcar ook de productie van de MINI Cabrio gestart, dit is de enige fabriek waar dit model wordt geproduceerd. In 2016 is de productie van de MINI Countryman verplaatst naar VDL Nedcar, eerder werd dit model in Oostenrijk geassembleerd.

## Interne namen
Interne codes voor de verschillende modellen gedurende de generaties zijn o.a.:
- Mini R50 : "Mk I" MINI One en Cooper (2001-2006)
- Mini R52 : "Mk I" MINI Cabrio (2004-2008)
- Mini R53 : "Mk I" MINI Cooper S (2001-2006)
- Mini R55 : "Mk II" MINI Cooper Clubman, Cooper S Clubman en Cooper D Clubman (2008-2014)
- Mini R56 : "Mk II" MINI One, Cooper, Cooper D en Cooper S (2007-2014)
- Mini R57 : "Mk II" MINI Cabrio (2009-2014)
- Mini R58 : MINI Coupé (2011-2015)
- Mini R59 : MINI Roadster (2012-2015)
- Mini R60 : MINI Countryman (2010-2016)
- Mini F54 : MINI Clubman (2015-heden)
- Mini F56 : MINI One, Cooper, Cooper D en Cooper S (2014-heden)
- Mini F57 : "MK III" MINI Cabrio (2015-heden)
- Mini F60 : MINI Countryman (2017-heden)

## Verkopen
In 2001 werden zo'n 25.000 exemplaren van de MINI verkocht en sindsdien hebben de verkopen een snelle stijging laten zien. In 2012 kwamen voor het eerst de verkopen op jaarbasis boven de 300.000 stuks uit. In 2014 bestond ongeveer de helft van de verkopen uit de MINI Hatch en er werden iets meer dan 100.000 MINI Countryman verkocht.
De MINI werd op drie plaatsen geproduceerd, in een BMW fabriek in Oxford, in Graz door Magna Steyr en in Born bij VDL Nedcar. De bouw van de auto bij Magna Steyr begon in 2010 en liep tot 2016 toen het 500.000e exemplaar werd afgeleverd en de productie daar eindigde. De fabricage werd overgenomen door de ondernemingen in Oxford en Born.
| Jaar | Autoverkopen | Jaar | Autoverkopen |
| ---- | ------------ | ---- | ------------ |
| 2001 | 24.980       | 2011 | 285.060      |
| 2002 | 144.119      | 2012 | 301.526      |
| 2003 | 176.465      | 2013 | 305.030      |
| 2004 | 184.357      | 2014 | 302.183      |
| 2005 | 200.428      | 2015 | 338.466      |
| 2006 | 188.077      | 2016 | 360.233      |
| 2007 | 222.875      | 2017 | 371.881      |
| 2008 | 232.425      | 2018 | 361.531      |
| 2009 | 216.538      | 2019 | 347.465      |
| 2010 | 234.175      | 2020 | 292.582      |